# 소사도
소사도(素沙島, 거북섬)는 전라남도 완도군 금일읍에 있는 섬이다. 특정도서로 지정하여 관리되고 있다.

## 특정도서
소사도(거북섬)는 해식동, 타포니 발달로 지형경관이 매우 우수하고, 식생상태가 양호하는 등 전체적인 자연성이 높아 독도 등 도서지역의 생태계보전에 관한 특별법에 의거 특정도서로 지정되었다.
- 지정번호 : 제69호
- 면적 : 28,908m2
- 지번 : 전라남도 완도군 금일읍 충동리 산615